# Rajd na Ocean Indyjski
Rajd na Ocean Indyjski (operacja C) – działania powietrzno-morskie floty japońskiej podczas II wojny światowej przeciwko flocie brytyjskiej i sojuszniczej oraz brytyjskim posiadłościom na Oceanie Indyjskim w kwietniu 1942 roku, obejmujące przede wszystkim naloty lotnictwa pokładowego na Cejlon i okręty brytyjskie w pobliżu wyspy.

## Podłoże
Do marca 1942 Japończycy zdobyli Birmę, Malaje i Holenderskie Indie Wschodnie (dzisiejszą Indonezję) i przed ich flotą otworem stanął Ocean Indyjski, dzielący ich od nieodległych wybrzeży Indii i wyspy Cejlon. W celu powstrzymania japońskich podbojów w Azji Południowo-Wschodniej, Brytyjczycy skierowali z Europy na Ocean Indyjski okręty, które wzmocniły niedawno utworzoną Flotę Wschodnią (Eastern Fleet), dowodzoną przez admirała Jamesa Somerville. W jej skład wchodziły oprócz brytyjskich, okręty australijskie i holenderskie. Siły jego zostały podzielone na dwa zespoły: „szybki” zespół A (Force A) z dwoma nowymi lotniskowcami HMS „Formidable” i „Indomitable”, pancernikiem HMS „Warspite”, 2 ciężkimi i 2 lekkimi krążownikami i 6 niszczycielami oraz zespół B w składzie lekkiego lotniskowca HMS „Hermes”, 4 pancerników typu R, 3 krążowników lekkich i 9 niszczycieli.
Przeciwko brytyjskiej Flocie Wschodniej, 26 marca 1942 wypłynął z zatoki Staring na Celebes silny japoński zespół floty pod dowództwem wiceadmirała Chūichi Nagumo. Jego trzonem było aż 5 dużych lotniskowców: „Shōkaku”, „Zuikaku”, „Akagi”, „Hiryu” i „Sōryū”, stanowiących główną siłę uderzeniową floty japońskiej (od zespołu atakującego wcześniej Pearl Harbor obecny zespół różnił się jedynie brakiem „Kaga”). Ponadto zespół składał się z 4 szybkich pancerników typu Kongo, 2 ciężkich krążowników, lekkiego krążownika i 8 niszczycieli. Zespół ten wypłynął z bazy Kendari 26 marca 1942 i wpłynął na Ocean Indyjski 1 kwietnia 1942, opływając od południa Jawę i Sumatrę.
Oprócz tego, drugi zespół wiceadmirała Ozawy w składzie lekkiego lotniskowca „Ryūjō”, 4 ciężkich krążowników typu Mogami kontradmirała Kurity, lekkiego krążownika i 4 niszczycieli, miał działać przeciw żegludze w Zatoce Bengalskiej, wypływając przez Cieśninę Malakka. Cała operacja otrzymała kryptonim „C”. Oprócz zniszczenia floty brytyjskiej, celem japońskiego wypadu było zabezpieczenie od strony morza posuwania się wojsk w Birmie, a także zaznaczenie obecności na tym akwenie i demonstracja siły, mające zniechęcić Hindusów do udziału w wojnie po stronie aliantów. Mając informacje wywiadu o wysłaniu japońskiego zespołu i jego sile, admirał Somerville otrzymał jednak rozkaz nie dążenia do bitwy, a jedynie ataku w sprzyjających warunkach.
Zespół japoński był znacznie silniejszy od sił, które mogli przeciwstawić im Brytyjczycy. Główną siłę uderzeniową stanowiło 114 bombowców nurkujących D3A1 „Val”, 123 samoloty torpedowo-bombowe B5N2 „Kate” i 105 myśliwców A6M2 „Zero” na pokładach lotniskowców głównego zespołu, ponadto 12 myśliwców i 15 B5N2 na „Ryūjō”. Brytyjskie lotnictwo lądowe (RAF) bazujące na Cejlonie składało się z trzech dywizjonów myśliwców Hawker Hurricane (30. i 258. w Colombo oraz 261. w Trincomalee) – łącznie 54 samoloty oraz 11. Dywizjonu bombowego z 14 lekkimi bombowcami Bristol Blenheim. Ponadto, znajdowały się tam trzy dywizjony myśliwskie marynarki (FAA) z 40 myśliwcami Fairey Fulmar. Na pokładach lotniskowców było 37 myśliwców (12 Fairey Fulmar, 16 Grumman Martlet i 9 Sea Hurricane) oraz 57 przestarzałych samolotów torpedowych (45 Fairey Albacore i 12 Fairey Swordfish).

## Działania
W dniach 1–2 kwietnia 1942 brytyjski zespół manewrował w okolicach Cejlonu, starając się trzymać się w dzień poza zasięgiem japońskiego lotnictwa rozpoznawczego, a przybliżać w nocy. Z powodu braku wiadomości o Japończykach i konieczności uzupełnienia zaopatrzenia, 3 kwietnia większość zespołu została wycofana do bazy w atolu Addu na Malediwach, natomiast dwa krążowniki ciężkie typu County HMS „Dorsetshire” i „Cornwall” skierowano do Kolombo na Cejlonie w celu napraw. Z kolei lekki lotniskowiec HMS „Hermes” z australijskim niszczycielem HMAS „Vampire” skierowano do portu Trincomalee na wschodnim wybrzeżu Cejlonu. Po powrocie do bazy Addu, 4 kwietnia Brytyjczycy uzyskali meldunek rozpoznania lotniczego (z kanadyjskiej łodzi latającej Catalina z 413. Dywizjonu RCAF, która została następnie zestrzelona) o dużym zespole okrętów japońskich 360 mil na południowy wschód od Cejlonu. Admirał Somerville nakazał odłączonym krążownikom wypłynąć z Kolombo na południowy zachód w celu spotkania się z siłami głównymi, a po północy 5 kwietnia wypłynął z bazy na czele szybszego zespołu A. Rano wyruszył również zespół B.

### Działania 5 kwietnia

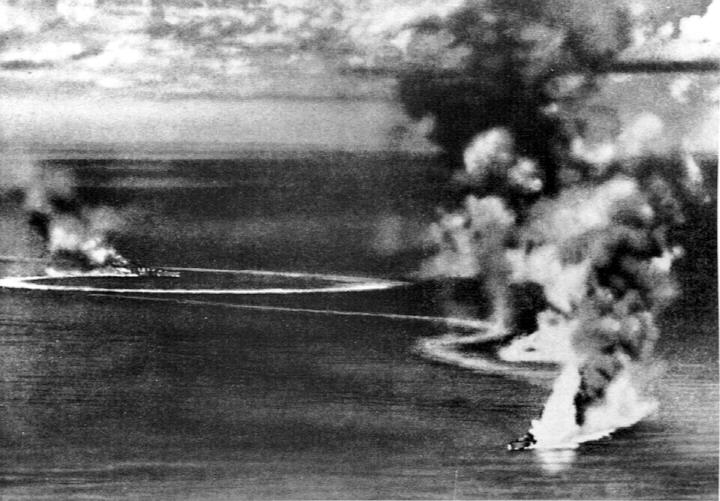
HMS „Dorsetshire” i „Cornwall” manewrują pod bombami

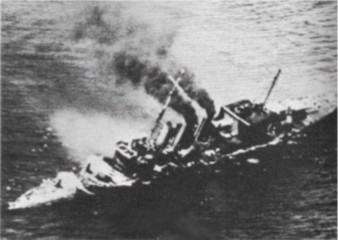
Tonący HMS „Cornwall”

O godzinie 7:30 rano w niedzielę 5 kwietnia, 91 japońskich bombowców pokładowych w eskorcie 36 myśliwców, startujących z pięciu lotniskowców, pod dowództwem komandora Mitsuo Fuchidy, dokonało nalotu na miasto i port Kolombo, niszcząc statki w porcie i urządzenia portowe. Japończycy nie zastali tam jednak spodziewanych sił głównych floty, ani większości statków, którym nakazano wcześniej opuszczenie Cejlonu. Zatopione zostały jedynie krążownik pomocniczy HMS „Hector” (przebudowany statek pasażerski), stary niszczyciel HMS „Tenedos” i zbiornikowiec norweski „Soli”, trzy jednostki odniosły uszkodzenia. Miasta broniły 4 dywizjony myśliwskie (30. RAF, 258. RAF, 803. FAA i 806. FAA), lecz Japończycy zestrzelili 25 samolotów brytyjskich (15 Hurricane, 4 Fulmar, 6 Swordfish), uszkadzając ponadto kilkanaście na lotniskach i tracąc jedynie 7 samolotów (6 D3A i 1 A6M2 „Zero”). Zginęło ok. 190 ludzi. 10 brytyjskich bombowców Blenheim z 11. Dywizjonu podjęło następnie próbę ataku na flotę japońską, ale jej nie odnalazło (unikając przy tym pewnego zestrzelenia).
Około godziny 13 japońskie samoloty rozpoznawcze odkryły na morzu, ponad 100 mil morskich na południowy zachód od Cejlonu, krążowniki HMS „Dorsetshire” i „Cornwall”. Po trwającym kilkanaście minut nalocie 53 japońskich bombowców nurkujących Aichi D3A1 z lotniskowców „Akagi”, „Hiryu” i „Soryu”, oba krążowniki zatonęły ok. godz. 14, trafione wieloma bombami. 426 członków załóg zginęło, 1122 zostało uratowanych później przez brytyjskie okręty, po odkryciu przez brytyjski samolot rozpoznawczy. Japończycy nie ponieśli strat w samolotach. Po tym, zespół japoński, który znajdował się na południowy zachód od wyspy, odszedł na południe, po czym łukiem popłynął w kierunku wschodniego wybrzeża Cejlonu.
W tym czasie, zespół wiceadm. Ozawy podszedł pod wschodnie wybrzeże Indii, w rejonie Visakhapatnam. Podzielił się tam na trzy grupy, które 6 kwietnia zatopiły łącznie 20 statków.
Niezależnie od działań zespołu uderzeniowego, 6 kwietnia japońskie bombowce bazowe Mitsubishi G3M z Genzan Kokutai zatopiły indyjski slup (eskortowiec) HMS „Indus” w okolicy Akyab u wybrzeży Birmy, na którym zginęło 10 marynarzy.

### Działania 9 kwietnia
9 kwietnia rano 91 japońskich bombowców pokładowych w eskorcie 38 myśliwców dokonało nalotu na port Trincomalee. Uszkodzeniu uległy urządzenia portowe i stocznia, zatopiono tylko jeden statek „Sagaing”. Brytyjczycy utracili 9 myśliwców broniących portu (8 Hurricane i 1 Fulmar) oraz kilka zniszczonych na lotnisku. Japończycy utracili jedynie 3 myśliwce i 1 bombowiec, głównie od ognia obrony przeciwlotniczej. Brytyjczycy zostali wcześniej uprzedzeni przez wywiad o groźbie ataku, dlatego główne okręty z bazy: lekki lotniskowiec HMS „Hermes” ze starym niszczycielem HMAS „Vampire” (typu V) i korwetą typu Flower HMS „Hollyhock” oraz kilkoma statkami, znajdowały się wówczas na morzu. Po zakończeniu nalotu, okręty brytyjskie skierowały się w stronę portu, jednakże zostały wykryte przez japoński wodnosamolot rozpoznawczy E13A1 z pancernika „Haruna”. Przeciw okrętom, znajdującym się w odległości 65 mil od portu, 10 mil od brzegu, skierowano następnie uderzenie 85 japońskich bombowców nurkujących w eskorcie 6 myśliwców, pod dowództwem kapitana Kakuichi Takahashi.

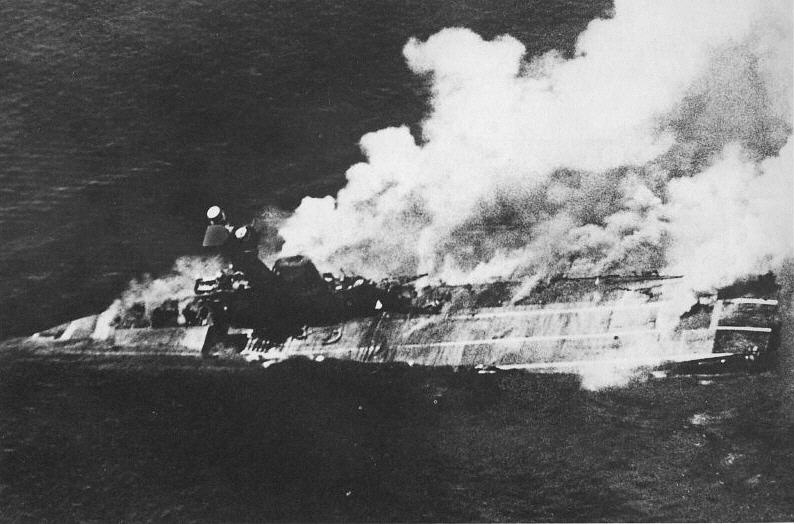
Tonący HMS „Hermes”

Brytyjskie okręty pozbawione były osłony lotniczej, gdyż „Hermes” posiadał jedynie stare samoloty torpedowe Fairey Swordfish, które zostały w dodatku przebazowane na ląd do Trincomalee, a zaalarmowane myśliwce z baz lądowych nie dotarły nad okręty na czas. Jedyną obronę stanowiły działa przeciwlotnicze, które jednak nie były w stanie odstraszyć licznych Japończyków. W konsekwencji „Hermes”, będący pierwszym specjalnie zaprojektowanym lotniskowcem na świecie, został zatopiony po trafieniu aż 40 bombami. Zatopiony został również niszczyciel „Vampire”, korweta „Hollyhock” i statki: zbiornikowiec „British Sergeant” i pomocniczy „Athelstone”. Zginęło m.in. 307 ludzi z „Hermesa” i 7 z niszczyciela, w tym ich dowódcy. Brytyjskie myśliwce Fulmar zestrzeliły pod koniec nalotu 4 bombowce przy stracie dwóch samolotów.
Po wykryciu japońskiej floty Brytyjczycy wypuścili równocześnie nalot 9 lekkich bombowców Bristol Blenheim z 11. Dywizjonu RAF z Kolombo, które przed godz. 11 zaatakowały lotniskowiec „Akagi”, lecz bomby nie trafiły okrętu. Japończycy natomiast zestrzelili nad celem i w drodze powrotnej 5 bombowców (zginęło 17 lotników), tracąc dwa myśliwce Zero.

## Zakończenie operacji
Po uznaniu, że osiągnął cel i nie chcąc narażać lotniskowców, wiceadmirał Nagumo ruszył w drogę powrotną do bazy, wpływając 12 kwietnia do cieśniny Malakka. Brytyjczycy nie próbowali podejmować aktywnych działań przeciw flocie japońskiej pozostałymi im siłami, z których zresztą jedynie dwa lotniskowce posiadały praktyczną wartość w warunkach wojny na Pacyfiku, przy czym zabierały one mniejszą liczbę samolotów i o słabszych osiągach, niż przeważające liczebnie lotniskowce japońskie. Również zespół wiceadmirała Ozawy opuścił Ocean Indyjski, po zatopieniu 23 statków handlowych w Zatoce Bengalskiej, o łącznym tonażu 112.000 BRT. Dalszych 5 statków w tym okresie i rejonie zatopiły japońskie okręty podwodne.
Rajd był względnym sukcesem – zadano aliantom dotkliwe straty przy minimalnych stratach własnych w lotnictwie (18 samolotów), lecz mimo to jego wyniki były niewspółmierne do zaangażowanych sił. Mimo odniesionego sukcesu, podkreśla się, że Japończycy zaprzepaścili okazję poszukiwania i całkowitego rozgromienia głównych sił Floty Wschodniej. Rajd wykazał jednak, że Flota Wschodnia jest za słaba do walki z dużymi zespołami japońskimi (Brytyjczycy musieli rozpraszać siły na kilku teatrach działań wojennych), dlatego ciężar walki z głównymi siłami floty japońskiej mógł spoczywać jedynie na flocie amerykańskiej.
Ogółem Brytyjczycy stracili na skutek działań zespołu lotniskowców adm. Nagumo jeden mały lotniskowiec, dwa krążowniki ciężkie, dwa niszczyciele starego typu, jeden krążownik pomocniczy, jedną korwetę, 25 statków o pojemności 120 502 BRT i pływający dok, a kilka okrętów i statków uszkodzono. Japońskie lotnictwo pokładowe zestrzeliło 44 samoloty i 13 zniszczyło na lotniskach, a jeden na „Hermesie”, ponadto cztery brytyjskie samoloty utracono w katastrofach, a 22 uszkodzono. Dodatkowo japońskie lotnictwo bazowe zatopiło jeden slup (eskortowiec), uszkodziło dwa statki i zniszczyło dwa samoloty na lotnisku. Zginęło około 1300 osób po stronie alianckiej, w tym kilkuset cywilów. Japoński zespół adm. Nagumo stracił tylko 18 samolotów zestrzelonych (6 myśliwców A6M2, 10 bombowców D3A1 i 2 B5N2) i 33 uszkodzone, ponadto zespół wiceadm. Ozawy stracił przynajmniej jeden samolot B5N.
Podczas rajdu japońskiego doszło do jedynych walk lotnictwa brytyjskiego z pokładowym lotnictwem japońskim, a także do pierwszego przypadku ataku lotnictwa na lotniskowce japońskie.

## Zestawienie sił

### Japończycy
- Zespół Uderzeniowy wiceadm. Nagumo
  - 1 dywizjon lotniskowców: „Akagi” (wiceadm. Chūichi Nagumo)
  - 2 dywizjon lotniskowców: „Hiryū”, „Sōryū” (kadm. Tamon Yamaguchi)
  - 5 dywizjon lotniskowców: „Zuikaku”, „Shōkaku” (kadm. Tadaishi Hara)
  - 3 dywizjon pancerników: „Kongō”, „Haruna”, „Hiei”, „Kirishima” (typu Kongō) (kadm. Gun’ichi Mikawa)
  - 8 dywizjon krążowników: ciężkie krążowniki lotnicze „Tone”, „Chikuma” (typu Tone) (kadm. Hiroaki Abe)
  - 1 Flotylla Niszczycieli: krążownik lekki „Abukuma” (kadm. Sentaro Omori)
    - 17 dywizjon niszczycieli: „Urakaze”, „Tanikaze”, „Isokaze”, „Hamakaze” (typu Kagerō)
    - 18 dywizjon niszczycieli: „Kasumi”, „Arare” (typu Asashio), „Kagerō”, „Shiranui” (typu Kagerō)

- Zespół wiceadm. Ozawy
  - okręt flagowy: krążownik ciężki „Chokai” (wiceadm. Jisaburō Ozawa)
  - 7 dywizjon krążowników: ciężkie krążowniki „Kumano”, „Mikuma”, „Mogami”, „Suzuya” (typu Mogami) (kadm. Takeo Kurita)
  - 4 dywizjon lotniskowców: „Ryūjō” (kadm. Kakujo Kakuta)
  - 3 Flotylla Niszczycieli: krążownik lekki „Yura”
    - do 3 kwietnia 1942: 11 dywizjon niszczycieli: „Fubuki”, „Shirayuki”, „Hatsuyki”, „Murakumo” (typu Fubuki)
    - od 4 kwietnia 1942: 20 dywizjon niszczycieli: „Amagiri”, „Asagiri”, „Shirakumo”, „Yugiri” (typu Fubuki)

- Okręty podwodne: I-2, I-3, I-4, I-6, I-7

### Alianci
Stan na 4 kwietnia 1942
- Zespół A Floty Wschodniej („zespół szybki”) – Eastern Fleet Force A (Fast Force) wiceadm. Somerville’a
  - okręt flagowy: pancernik HMS „Warspite” (wiceadm. James Sommerville)
  - lotniskowce: HMS „Formidable”, „Indomitable” (kadm. Denis Boyd)
  - krążowniki ciężkie: HMS „Cornwall”† i „Dorsetshire”† (w Kolombo)
  - krążowniki lekkie: HMS „Emerald” i „Enterprise”
  - niszczyciele: HMAS „Napier”, „Nizam”, „Nestor” (typu N, australijskie), HMS „Paladin”, „Panther”, „Hotspur”,

- Zespół B Floty Wschodniej („zespół wolny”) – Eastern Fleet Force B (Slow Force) – wiceadm. Algernon Willis
  - pancerniki: HMS „Resolution” (flagowy), „Ramillies”, „Revenge”, „Royal Sovereign” (typu R)
  - lotniskowiec: HMS „Hermes”† (w Trincomalee)
  - krążowniki lekkie: HMS „Caledon”, „Dragon”, Hr.Ms. „Jacob van Heemskerck” (holenderski)
  - niszczyciele: HMS „Griffin”(inne języki), „Arrow”, „Decoy”, „Fortune”, „Foxhound”(inne języki), „Scout” (brytyjskie), HMAS „Norman” (australijski), „Vampire”(inne języki)† (typu V, australijski), Hr.Ms. „Isaac Sweers” (holenderski) („Vampire” – w Trincomalee)

- Okręty w Kolombo:
  - krążownik pomocniczy HMS „Hector”†
  - niszczyciel HMS „Tenedos”(inne języki)†